# Giovanni Battista Pallavicino

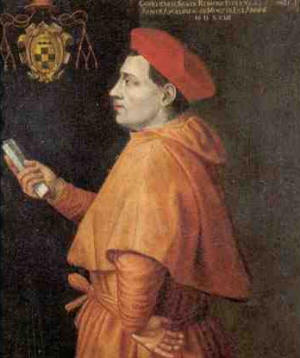
Kardinal Giovanni Battista Pallavicino (zeitgen. Porträt)

Giovanni Battista Pallavicino (* 1480 in Genua; † 13. August 1524 in Rom) war ein italienischer Kardinal der Römischen Kirche.

## Leben

Kardinalswappen

Er stammte aus einer Genueser Patrizierfamilie und war der Sohn von Cipriano Pallavicino und dessen Ehefrau Bianca Gattilusi. Sein Onkel, der auch die Erziehung des jungen Giovanni Battista übernahm, war Kardinal Antonio Gentile Pallavicini. Später studierte er Recht und Literatur und erlangte einen Doktorgrad im Recht an der Universität Padua. Er war Dekan am Kathedralkapitel in Orense und Kommendatarabt verschiedener Klöster.
Seit dem 22. November 1507 Bischof von Cavaillon in Frankreich, erhob ihn Papst Leo X. am 1. Juli 1517 zum Kardinal und machte ihn am 6. Juli 1517 zum Kardinalpriester der Titelkirche Sant’Apollinare alle Terme Neroniane-Alessandrine. Als Kardinal war er Teilnehmer des Konklave 1521–1522, das Hadrian VI. zum Papst wählte. Ferner nahm er am Konklave 1523 teil, aus dem Clemens VII. als Papst hervorging.
Er starb am 13. August 1524 in Rom und wurde in der Kirche Santa Maria del Popolo beigesetzt.